# Шанович, Сергей Евгеньевич
Сергей Евгеньевич Шанович (род. 5 ноября 1970, Ивано-Франковск) — продюсер, режиссёр, дизайнер. Основатель и креативный директор студии SHANDESIGN. Член Академии российского телевидения с 2004 года. Автор оригинальных шрифтов и кириллических версий латинских гарнитур. Работы Сергея Шановича отмечены российскими и международными наградами.
Продюсер «Fight Nights Global», креативный директор проектов «Танцы» и «Песни» на ТНТ.
Является Председателем Правления Евразийской гильдии телевизионных дизайнеров и промоутеров; членом международной ассоциации в области телевизионного дизайна и промоушна Promax&Bda; попечителем Московской международной биеннале графического дизайна «Золотая пчела»; попечителем международного типографического фестиваля Typomania, куратором курса теледизайна в британской высшей школе дизайна British Higher School of Art and Design, создателем и куратором совместно с Школой дизайна НИУ ВШЭ курса Master in Art-direction & Media design.

## Биография
В 1994—1996 гг. являлся художником издательства TypeMarket, в рамках которого был также автором оригинальных шрифтов.
В 1996 году режиссёр Юрий Грымов приглашает Шановича на канал РТР для разработки его оформления.
В 1998 году окончил Московский государственный университет печати по специальности «Художник-график».
С 1997 года работал ведущим дизайнером в студии «НТВ-Дизайн», с 2001 по 2006 гг. перешёл на позицию креативного и генерального директора студии. Параллельно с этим занимал должность креативного и арт-директора «Телекомпании НТВ» (2000—2006). Широкой аудитории известен как создатель стилистического образа телеканала «НТВ», который был отмечен огромным количеством международных наград и премий.
В 2003—2004 годах вёл авторскую программу «Про дизайн» на НТВ.
В 2003 году создал компанию «SHANDESIGN» (производное от «ШАНович ДИЗАЙН»). Студия известна благодаря успешным ребрендингам некоторых общероссийских телеканалов, рекламным кампаниям крупных корпораций и фильмов, оформлению крупных массовых мероприятий и так далее.
С 2007 по 2009 гг. работал директором стратегического маркетинга и креативным директором в холдинге «СТС-Медиа». Под его руководством были созданы уникальные образы и позиционирование телеканалов СТС, Домашний, ДТВ и 31 канал.

## Семья
Родители — Евгений Леонидович Шанович и Анна Владимировна Рудомётова, инженеры-газовики. Дед по материнской линии командовал эскадрильей истребителей во время Великой Отечественной войны; дед по отцу, Леонид Прокопьевич Шанович, был среди открывателей крупнейшего в СССР нефтяного месторождения в Башкирии, получил за это орден.
Жена — Вероника Александровна Шанович (дев. Бурлакова),
Креативный продюсер проектов «Ты ТОП-Модель» и «ПОГОДА» на ТНТ,
исполнительный и креативный продюсер SHANDESIGN, в прошлом — балерина, ведущая солистка Азербайджанского академического театра оперы и балета.
Есть пятеро детей в разных браках — Леонид (р. 1996), Георгий (р. 1998), Федор (р. 2003), Михаил (р. 2004), Максим (р. 2019)

## Деятельность

### Ребрендинг и оформление телеканалов
- РТВ
- НТВ
- НТВ Плюс
- ТНТ («Про жизнь, про любовь, смешное» и «Почувствуй нашу любовь»)
- СТС
- ДТВ
- Домашний
- 31 канал
- РЕН ТВ
- ТВ Центр
- Матч ТВ (основной телеканал и его семейства)
- ТНТ 4
- МИР
- ЗВЕЗДА
- ИНТЕР
- СТБ
- Comedy TV
- Динамо ТВ
- ЮГРА
- ICTV
- ГРОЗНЫЙ ТВ
- ХАБАР
- Казах ТВ
- CCTV 9
- New Entertainment Channel
- Sony Entertainment Television
- Sony Turbo
- Sony Sci-Fi
- Sony Set
- RTG HD
- BRIDGE TV
- RUSONG
- МУЗ ТВ
- AUTO plus
- Tele Club
- Триколор

### Рекламные кампании
- Газпром («Газпром — национальное достояние» и «Газпром — мечты сбываются»)
- Sochi 2014
- Выборы Президента РФ
- Зимние Олимпийские игры в Ванкувере (2010)
- Лукойл
- Роснефть
- Трансаэро
- Роснано
- Тройки Диалог
- Сбербанк
- Азербайджан

### Промоушн фильмов
- «Обитаемый остров»
- «Самый лучший фильм 2»
- «Первая любовь»
- «Брестская крепость»
- «Овсянки»
- «Ивановъ»

### Организация, брендинг и оформление крупных событий
- ММКФ
- КИНОТАВР
- ТЭФИ
- Театральный фестиваль «Чайка»
- PROMAX & BDA
- музыкальная премия MusicBox.
- турниры Fight Nights Global (сооснователь и продюсер, с 2010)
- церемония открытия «Всемирных игр боевых искусств» (генеральный продюсер и режиссёр, 2013),
- форумы боевых искусств «Битва Чемпионов» (генеральный продюсер, с 2007)
- «United Senses», (сооснователь и креативный директор, с 2005)
- «EUROVISION SONG CONTEST. BAKU 2012» (креативный директор)
- церемонии награждения «SportAccord Awards» (генеральный продюсер и режиссёр, 2015)
- «ВК Фест #ТНТздесь» (генеральный продюсер и режиссёр, 2017)

### Другие проекты
- Танцы на ТНТ (креативный директор, с 2014)
- Погода на ТНТ (автор идеи и генеральный продюсер, с 2015)
- Презентация для рекламодателей «ТНТ — больше чем канал» (генеральный продюсер и режиссёр, 2016)
- Песни на ТНТ (креативный директор, с 2017)
- Ты ТОП-Модель на ТНТ (креативный продюсер и режиссёр, 2020)

## Награды и достижения
Promax&BDA
- Promax&BDA International New Orlean 2000 — серебряная награда в области дизайна в номинации «Лучшее оформлении программы новостей» («Итоги», «НТВ»)
- Promax&Bda International Los Angeles 2003 — платиновая награда в области дизайна в номинации «Лучшее оформление программы новостей» («Гордон», «НТВ»)
- Promax&Bda Europe Colone 2003 — золотая награда в области дизайна в номинации «Лучший логотип программы» («НТВ»)
- Promax&Bda Russia Moscow 2003 — золотая и серебряная награды в области дизайна
- Promax&Bda International Los Angeles 2003 — почетный диплом в номинации «Лучшее оформление программы новостей» («НТВ»)
- Promax&Bda Europe Seville 2002 — золотая награда в области дизайна в номинации «Лучший дизайн студии» («НТВ»)
- Promax&Bda Europe Seville 2002 — серебряная награда в области дизайна в номинации «Лучший логотип программы» («Вещи века», «НТВ»)
- New York Festival 2002 — 2 золотые и 1 серебряная награды за картины «Их нравы», «9 мая», «Страна глухих»
- Promax&Bda International New York 2004 — 3 золотых, 3 серебряных и 1 бронзовая награды в области дизайна
- Promax&Bda Europe Rome 2004 — золотая и серебряная награды в области дизайна
- Promax&Bda UK 2007 — золотая награда за лучшее неанглийское промосерии роликов «Тридцатилетние» (CTC)

ТЭФИ-2008
- победитель в номинации «Оформление канала в целом (брендинг)» за зимнее оформление канала 2007—2008 «СТС — страна чудес»
- победитель в номинации «Эфирный промоушн проекта» за проект «Тридцатилетние» (СТС)
- победитель в номинации «Дизайн телевизионной программы» за проект «Сто вопросов к взрослому» (ТВ Центр)

Effie Awards Russia 2018
- Золото в номинации «Фармацевтические препараты» (Кейс Сервис «Прогноз погоды от Терафлю»)
- Бронза в номинации «Спонсорская интеграция бренда» (Epica в шоу «ТАНЦЫ» на ТНТ)

Медиабренд 2017
- Первый приз в номинации «Лучший проморолик развлекательной программы, программы life-style, комедийного шоу, спортивной программы» (проморолик FIGHT NIGHTS GLOBAL 50: FEDOR «The Last Emperor» vs FABIO «Caipira de Aco»)
- Первый приз в номинации «Лучшее оформление программы» (шапка программы «Однажды в России» / ТНТ)
- Серебро в номинации «Лучший съёмочный ролик» (проморолик FIGHT NIGHTS GLOBAL 50: FEDOR «The Last Emperor» vs FABIO «Caipira de Aco»)
- Бронзу в номинации «Лучшая спонсорская интеграция (эфир и внеэфир)» (Спонсорские интеграции в «ПОГОДА НА ТНТ»)

Медиабренд 2016
- Победитель в номинациях  «Лучшая комплексная промокампания» (МАТЧ ТВ), «Лучший съёмочный ролик» (МАТЧ ТВ), «Лучший имиджевый проморолик канала» (МАТЧ ТВ), «Лучший дизайн логотипа» (МАТЧ ТВ), «Лучший дизайн студии» (ТАНЦЫ), «Лучшее оформление программы» совместно с ТНТ-дизайн (Экстрасенсы ведут расследование)
- Серебро в номинации «Лучшее оформление канала» (МАТЧ ТВ)

New York Festival 2005
- Золотая награда за графику программы «Город» (3-й канал)
- Серебряная награда за графику программы «Личный вклад» (НТВ)

ADCR 2004
- серебряная награда за графический дизайн («Календарь НТВ»)
- серебряная награда за интегрированную коммуникацию (продвижение телеканал НТВ)
- серебряная награда за корпоративный фирменный стиль (НТВ)
- бронзовая награда за стиль (документальный фильм «8 1/2 Евгения Примакова»)

Третий Евразийский телефорум-2000 
- Гран-при в номинации «Дизайн телеканала» (НТВ)
- Гран-при в номинации «Идентификация телевизионного эфира» (НТВ)

Аниграф
- 1999 — 1-е и 2-е место в номинации «Компьютерная графика и анимация в заставках для телеэфира» («НТВ»)
- 2000 — Гран-при фестиваля («Антропология»)

### Другие достижения
- Премия Omni Intermedia Award 2000 — 3 золотых. 3 серебряных и 1 бронзовая награды
- 5-й Международный фестиваль архитектуры и дизайна интерьера (2003) — главный приз Московского комитета архитектуры «За создание гармоничного архитектурного образа минимальными средствами» (Гордон)
- Дизайнер года по версии GQ (2004)
- Номинация «Каннские львы 2008»
- Специальный приз ТЭФИ за «Создание и запуск телеканала Матч ТВ» (2016)

## Фильмография
- «Полеты наяву» 2004
- «Кендо. Путь Меча» 2005
- «50. Ильхам Алиев» 2011
- «Golden Bee. 20 years» 2012
- «Звезда Евразии» 2013
- «The Modern Russian Design» 2013
- «Баха. Северный Лес» 2014
- «Реванш» 2014
- «Эмиль» 2014
- «Метеориты. Неизвестная наука» 2015
- «25 KZ. Новейшая история» 2016
- «Вместе мы сильнее» 2019
- «Вместе мы сильнее II Битва» 2019